# Hongzhi Zhengjue

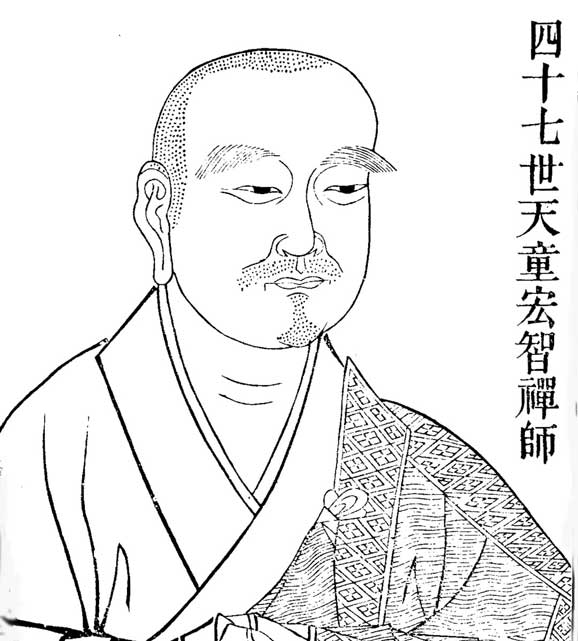
Hongzhi Zhengjue

Hongzhi Zhengjue (chin. 宏智正覺, hóng zhì zhèng jué, W.-G. Hung-chih Cheng-chüeh; jap. Wanshi Shōgaku) (* 1091 in Xizhou in der Provinz Shanxi in China; † 11. November 1157 im Jingde-Kloster auf dem Tiantong-Berg in der Provinz Zhejiang in China), war ein bedeutender Zen-Meister des chinesischen Chan-Buddhismus, insbesondere der Caodong-Schule (chin. 曹洞宗, caódòng zōng; jap. Sōtō-shū), in der Zeit der  Song-Dynastie.

## Leben und Wirken
Hongzhi wurde 1091 in einer Familie mit dem Namen Li in Xizhou in der heutigen Provinz Shanxi in China geboren. Er fiel bereits als Kind durch seine große Intelligenz auf. Sein Vater Congdao war ein Laienschüler von Desun, einem Chan-Mönch der Linji-Schule. Mit 11 Jahren verließ Hongzhi sein Elternhaus, um buddhistischer Mönch zu werden. Sein Mönchsname war Zhengjue (Wahres Erwachen). Mit 18 Jahren studierte er bei dem Chan-Meister der Caodong-Schule Kumu Faqeng (1071–1128), der bekannt für seine strenge Meditationspraxis des unbeweglichen Sitzens war. Diese stille Sitzmeditation von Kumu Faqeng trug auch den Namen Trockenes Holz. Nach einigen Jahren bei Kumu wanderte Hongzhi weiter zu anderen buddhistischen Klöstern, bis er mit 23 Jahren das Kloster des Chan-Meisters Danxia Zichun (1054–1119) erreichte, der sein Hauptlehrer wurde. Er folgte dann Danxia als dessen Hauptmönch und Assistent in ein Kloster auf dem Daqeng-Berg und später in ein Kloster auf dem Dehong-Berg. Im Jahr 1119 erhielt er von Danxia unmittelbar vor dessen Tod das Siegel der Übertragung.
In den Folgejahren wanderte Hongzhi wieder von Kloster zu Kloster, wobei er auch den Chan-Meister Yuanwu Keqin traf, den Autor der berühmten Gong-an-Sammlung Biyan-Lu (jap. Hekiganroku). Im Jahr 1129 wurde Hongzhi als Abt in das Jingde-Kloster auf dem Tiantong-Berg berufen. Dieses Kloster war relativ klein und baufällig. Hongzhi war mit der chinesischen Kultur ebenso umfassend vertraut wie mit der Chan-Tradition und so zogen seine Lehrreden viele Mönche, Laienpraktizierende und Förderer an. Im Laufe der Jahre konnten Hongzhis Schüler das Jingde-Kloster sanieren und ausbauen, so dass es schließlich Platz für 1200 Mönche bot. Trotz zahlreicher Einladungen verließ Hongzhi sein Bergkloster 30 Jahre lang nicht. Kurz vor seinem Tod unternahm er eine kleine Reise, um sich bei seinen wichtigsten Förderern zu bedanken und zu verabschieden. Am 10. November 1157 kehrte Hongzhi in sein Kloster zurück, am 11. November hielt er seinen Mönchen eine Abschiedsrede in der Dharmahalle des Klosters und verschied anschließend in der Meditationshaltung sitzend. Sechs Monate später verlieh ihm der Kaiser den posthumen Ehrentitel Hongzhi Chanshi (Chan-Meister Weite Weisheit).
Hongzhi war ein bedeutender Chan-Autor und Dichter. Seine gesammelten Werke, die Umfangreichen Aufzeichnungen von Chan-Meister Hongzhi umfassen neun Bände und wurden nach seinem Tod von seinen Schülern herausgegeben. Aus dieser Sammlung ist Hongzhis bekanntestes Werk die große Gong-an-Sammlung Cong-rong Lu (jap. Shôyôroku). Viele seiner Lehrreden und Gedichte finden sich in der Sammlung Das Kultivieren des Leeren Feldes. Ein besonderes Anliegen in Hongzhis Meditationspraxis und Lehrtätigkeit war ihm die Meditation des heiter gelassenen Widerspiegelns (默照禪, chin. mò zhào chán, jap. moku shō zen, engl. meditation of serene/silent reflection). Einige Jahrzehnte nach Hongzhis Tod studierte und praktizierte der japanische buddhistische Mönch Dōgen (1200–1253) in Hongzhis Jingde-Kloster auf dem Tiantong-Berg unter dem Chan-Meister Tiantong Rujing (天童如浄, jap. Tendō Nyojō, 1163–1228) ebendiese Meditation des heiter gelassenen Widerspiegelns und begründete nach seiner Rückkehr nach Japan auf dieser Basis, von ihm etwas modifiziert und Shikantaza genannt, die japanische Sōtō-Schule des Zen. Der bedeutende chinesische buddhistische Gelehrte Prof. Chenji Zhang (Garma C. C. Chang, 1920–1988) hat auch auf eine tiefe innere Verwandtschaft von Hongzhis heiter gelassenem Widerspiegeln mit der indisch-tibetischen Mahamudra-Meditation hingewiesen.
Hongzhi verabschiedete sich von seinen Schülern mit dem folgenden Sterbegedicht:

Träume der Illusionen, Blumen der Fantasie -
Siebenundsechzig Jahre.
Ein weißer Vogel verschwindet im Nebel,
Die Wasser des Herbstes verschmelzen mit dem Himmel.